# Foresta di conifere della Transbajkalia
L'ecoregione della foresta di conifere della Transbajkalia (codice ecoregione: PA0609) copre una regione di 1000 × 1000 km di taiga meridionale di montagna che si estende ad est e a sud del lago Bajkal nella regione russa della Siberia meridionale, comprendendo anche parte della Mongolia settentrionale. Storicamente, quest'area veniva chiamata «Dauria» o Transbajkalia («terra oltre il lago Bajkal»). La regione appartiene all'ecozona paleartica e presenta per lo più un bioma di foresta boreale/taiga con clima subartico umido. Copre una superficie di 200500 km².

## Geografia
L'ecoregione è centrata sui monti Jablonovyj, una catena che raggiunge altezze di 1600 m e corre da sud-ovest a nord-est, parallela al lago Bajkal. Il margine occidentale della regione è costituito dalla sponda orientale del Bajkal e dalla catena dei Monti del Barguzin. La città di Čita si trova nella parte nord-orientale della regione, mentre Ulan Bator, in Mongolia, sorge appena fuori dalla sua estremità meridionale. A sud, in Mongolia, si trovano i monti Chėntėj, ad est le praterie temperate dell'ecoregione della steppa boscosa della Dauria, mentre a nord si innalza l'altopiano del Vitim.
Le creste parallele delle montagne della regione formano lo spartiacque continentale tra i fiumi che scorrono verso il Mar Glaciale Artico (attraverso il lago Bajkal e la Lena) e l'Oceano Pacifico (attraverso l'Amur).

## Clima
Il clima dell'ecoregione è subartico con inverni secchi (Dwc secondo la classificazione dei climi di Köppen). Questo clima è caratterizzato da inverni lunghi e molto freddi ed estati fresche, ma con poca neve in inverno. L'anticiclone siberiano mantiene la zona particolarmente secca in inverno. Durante l'estate, la depressione asiatica apporta aria calda dai deserti della Cina e della Mongolia, facendo salire il termometro nella Transbajkalia. Ad est della regione, il clima diventa continentale umido (Dwb), con estati più lunghe, e nel sud dell'ecoregione, in Mongolia, diventa semiarido freddo (BSk), con meno precipitazioni rispetto alla Transbajkalia. Nell'ecoregione le precipitazioni variano dai 400-500 millimetri all'anno sulle alture ai 200 millimetri all'anno delle zone più basse e meridionali.

## Flora
Al di sotto dei 1400 metri la regione è ricoperta prevalentemente da foreste. Gli alberi caratteristici del versante occidentale più caldo e umido degli Jablonovyj sono il larice della Dauria (Larix gmelinii) e il pino siberiano (Pinus sibirica). Nel più secco versante orientale, al larice si aggiunge il pino selvestre (Pinus sylvestris). Gli alberi sono ricoperti di muschi e licheni.
La flora della Transbajkalia presenta una zonazione altitudinale. Ai livelli più bassi, nelle valli fluviali e nelle pianure (0-600 metri), la vegetazione caratteristica è quella delle steppe: lino delle fate (Stipa capillata), festuca, giunchi (Koeleria gracilis) e tanaceto (Tanacetum sibiricum). Il livello successivo (600-1100 metri) è dominato dalla steppa alberata e da 1100 a 1800 metri prevale la foresta di Larix gmelinii e Pinus sylvestris. Sopra i 1800 metri si trovano arbusti di pino mugo siberiano (Pinus pumila), betulla nana (Betula nana) e Juniperus pseudosibirica. A differenza di quello dei monti Saiani e Altaj, situati più ad ovest, il clima della Transbajkalia è troppo estremo affinché si sviluppino prati alpini: la vegetazione passa direttamente dalla foresta agli arbusti di alta quota.

## Fauna
L'estesa copertura forestale offre riparo a grandi mammiferi quali alci, wapiti, lupi, orsi bruni, cani procione e linci eurasiatiche, nonché a molti piccoli mammiferi. Il raro mosco siberiano si nutre dei festoni di licheni che pendono dai rami delle conifere, mentre nel cielo sovrastante volteggiano gli avvoltoi monaci. Nelle zone umide montane nidificano le eleganti gru dal collo bianco, mentre nelle zone steppiche si riproducono la marmotta siberiana, in via di estinzione, e l'imponente otarda comune. Una specie endemica, la locustella del Bajkal, vive nelle radure delle foreste. Tra gli anfibi figura la raganella giapponese, qui ai margini del suo areale. Lo storione siberiano e l'enorme taimen popolano il fiume Selenga.

## Ecosistemi d'acqua dolce
Le acque dell'ecoregione terrestre della Transbajkalia appartengono all'ecoregione d'acqua dolce denominata «Lago Bajkal» (WWF ID:606); questo grande lago è di fondamentale importanza per la vita acquatica e sono molti gli studiosi che si dedicano allo studio del lago stesso e dei pesci che depongono le uova nei fiumi che lo alimentano (come il fiume Barguzin nella Transbajkalia).

## Aree protette
L'area del lago Bajkal, all'estremità occidentale dell'ecoregione, è una riserva della biosfera nell'ambito del Programma sull'uomo e la biosfera (MAB) dell'Unesco, nonché un sito patrimonio dell'umanità.
Nella parte russa dell'ecoregione della Transbajkalia vi sono tre grandi aree protette:
- la riserva naturale del Bajkal (1657 km²), una «riserva naturale integrale» (zapovednik) di classe Ia della IUCN situata sulla costa sud-orientale del Bajkal;
- la riserva naturale di Barguzin (2482 km²), una riserva naturale integrale (zapovednik) di classe Ia della IUCN situata sulla costa orientale del Bajkal;
- la riserva naturale del Sochondo (2112 km²), una riserva naturale integrale (zapovednik) di classe Ia della IUCN centrata sul massiccio del Sochondo nel territorio della Transbajkalia, nella parte sud-orientale dell'ecoregione.

Altre due grandi aree protette si trovano nel settore mongolo:
- l'area rigorosamente protetta di Chаn Chėntij (12270 km²), un'«area selvaggia» di classe Ib della IUCN situata sui monti Chėntėj, comprendente la vetta sacra del Burchan Chaldun;
- il parco nazionale Onon-Balž (4158 km²), un parco nazionale istituito nel 2000 che protegge la sorgente dell'Onon, uno dei rami sorgentiferi dell'Amur.

## Minacce
Gli incendi boschivi rappresentano sempre una minaccia per le foreste secche, e negli ultimi anni la siccità ha incrementato la minaccia di incendi. L'area è soggetta anche a epidemie di parassiti e a disboscamento incontrollato, mentre l'estrazione dell'oro costituisce una minaccia per i torrenti e le torbiere.

## Insediamenti umani
Le principali città che sorgono nell'ecoregione sono Ulan-Udė nella Repubblica di Buriazia, e Petrovsk-Zabajkal'skij, Čita e Chilok nel territorio della Transbajkalia. Per il resto, la regione è scarsamente popolata. La ferrovia Transiberiana taglia in due la regione da ovest ad est.